# Anton Novosad
Anton Novosad (* 17. Januar 1954 in Dolné Kočkovce) ist ein ehemaliger slowakischer Radrennfahrer.

## Sportliche Laufbahn
Novosad gewann 1981 und 1983 den Grand Prix ZTS Dubnica nad Váhom. 1983 konnte er auch eine Etappe der Lidice-Rundfahrt sowie zwei Etappen der Jugoslawien-Rundfahrt für sich entscheiden. Ein Jahr später, 1984, bestritt er zum ersten Mal die Internationale Friedensfahrt und wurde 15. der Gesamtwertung. Bis 1988 folgten weitere vier Starts. 1986 erzielte er mit dem 12. Gesamtrang sein bestes Ergebnis in diesem Etappenrennen. 1986 konnte er auch eine Etappe gewinnen. Etappensiege erzielte er auch in der Kuba-Rundfahrt 1984 und im Giro delle Regioni 1985, wobei er in Italien auch Sieger der Sprintwertung geworden war. 1986 bestritt er die DDR-Rundfahrt und wurde 39. im Endklassement.